# Ернак
Ернак (Priscus: Ήρνάχ "Hernach" Ernakh, Ernac) је био трећи Атилин син и владар Хуна.
Још за Атилиног живота Ернак је владао делом Хуна који су се звали утигурски Прабугари. Они су били значајна групација и живели су у делу Хунског царства на којем је сада модерна Украјина. Ернак је припадао клану Дуло. Када се после Атилине смрти распало Хунско царство, Ернака су сматрали за хунског владара и он је завладао и Прабугарима.
Владавина Ернака је била од 453—503. године.
Према Прокопију из Цезареје (Procopius) и Утигур кану Сандилчу, Ернак је имао два сина: ". Један се звао Утигур а други се звао Кутригур. После очеве смрти делили су власт, а племена над којима су владали добила су имена по њима. По овим именима у историји се и данас помињу ова племена."